# Gianmarco Raimondo

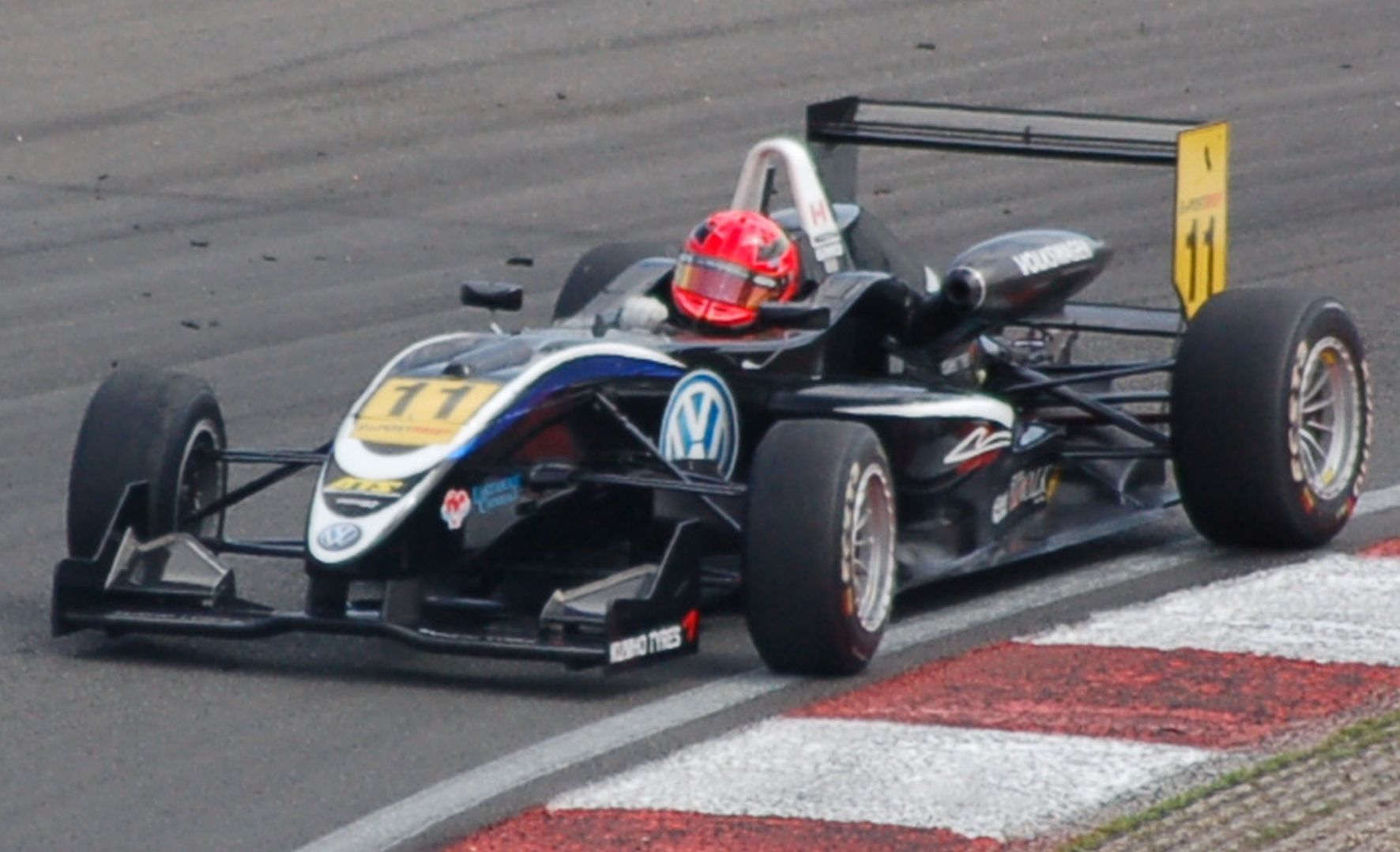
Gianmarco Raimondo in der Formel-3-Euroserie-Saison 2011 in Zandvoort

Gianmarco Raimondo (* 28. November 1990 in St. Catharines, Ontario) ist ein kanadischer Automobilrennfahrer.

## Karriere
Raimondo begann seine Motorsportkarriere 2000 im Kartsport, in dem er bis 2007 aktiv war. In der Saison 2007/2008 machte Raimondo in der Skip Barber Southern Regional Series, die er auf dem 20. Platz beendete, seine ersten Erfahrungen im Formelsport. 2008 trat er für das Team Autotecnica in der amerikanischen Formel BMW an. Er gewann beide Rennen des ersten Rennwochenendes und beendete die Saison als bester Neueinsteiger auf dem dritten Platz. 2009 blieb Raimondo bei Autotecnica. Er gewann ein Rennen und kam bei allen Rennen, in denen er das Ziel erreichte, unter den ersten vier Piloten ins Ziel. In der Fahrerwertung belegte er erneut den dritten Platz.
Nachdem Raimondo bereits 2009 an einem Rennwochenende der italienischen Formel-3-Meisterschaft teilgenommen und den 19. Platz in der Fahrerwertung belegt hatte, wechselte er 2010 komplett in diese Meisterschaft. Für Lucidi Motorsport startend beendete er die Saison auf dem 16. Gesamtrang, während Stéphane Richelmi, einer seiner Teamkollegen, Vizemeister wurde. 2011 ging Raimondo zunächst für Motopark Academy in der Formel-3-Euroserie an den Start. Zum vierten Rennwochenende wechselte er allerdings zum Prema Powerteam. Mit einem zweiten Platz als bestes Resultat wurde Raimondo am Saisonende Elfter in der Fahrerwertung. Sein Prema-Teamkollege Roberto Merhi gewann den Meistertitel.
2012 ging Raimondo in der European F3 Open für RP Motorsport an den Start. Raimondo gewann vier Rennen und stand insgesamt zwölfmal auf dem Podium. Am Saisonende wurde er mit 267 zu 272 Vizemeister hinter seinem Teamkollegen Niccolò Schirò. 2013 fand Raimondo zunächst kein Cockpit. Mitte September bestritt er für Trident Racing zwei Rennwochenenden der GP2-Serie.

## Statistik

### Karrierestationen
| - 2000–2007: Kartsport - 2008: Skip Barber Southern Regional Series (Platz 20) - 2008: Amerikanische Formel BMW (Platz 3) | - 2009: Amerikanische Formel BMW (Platz 3) - 2009: Italienische Formel 3 (Platz 19) - 2010: Italienische Formel 3 (Platz 16) | - 2011: Formel-3-Euroserie (Platz 11) - 2012: European F3 Open (Platz 2) - 2013: GP2-Serie (Platz 30) |

### Einzelergebnisse in der GP2-Serie
| Jahr | Team           | 1   | 2   | 3   | 4   | 5   | 6   | 7   | 8   | 9   | 10  | 11  | 12  | 13  | 14  | 15  | 16  | 17  | 18  | 19  | 20  | 21  | 22  | Punkte | Rang |
| ---- | -------------- | --- | --- | --- | --- | --- | --- | --- | --- | --- | --- | --- | --- | --- | --- | --- | --- | --- | --- | --- | --- | --- | --- | ------ | ---- |
| 2013 | Trident Racing | MAS | MAS | BRN | BRN | ESP | ESP | MON | MON | GBR | GBR | GER | GER | HUN | HUN | BEL | BEL | ITA | ITA | SIN | SIN | UAE | UAE | 0      | 30.  |
| 2013 | Trident Racing |     |     |     |     |     |     |     |     |     |     |     |     |     |     |     |     |     |     | 21  | 22  | 17  | 15  | 0      | 30.  |